# Науклея восточная
Науклея восточная (лат. Nauclea orientalis) — один из видов деревьев рода Науклея семейства Мареновые (Rubiaceae). Типовой вид рода. Впервые был описан Линнеем как Cephalanthus orientalis в первом издании Species Plantarum, однако в 1762 году во втором издании вид был помещен в род Nauclea.

## Распространение и среда обитания
Ареал — полуостров Малакка, острова Филиппин и Индонезии, Папуа-Новая Гвинея, северное побережье Австралии. Встречается на высотах до 1600 м над уровнем моря.

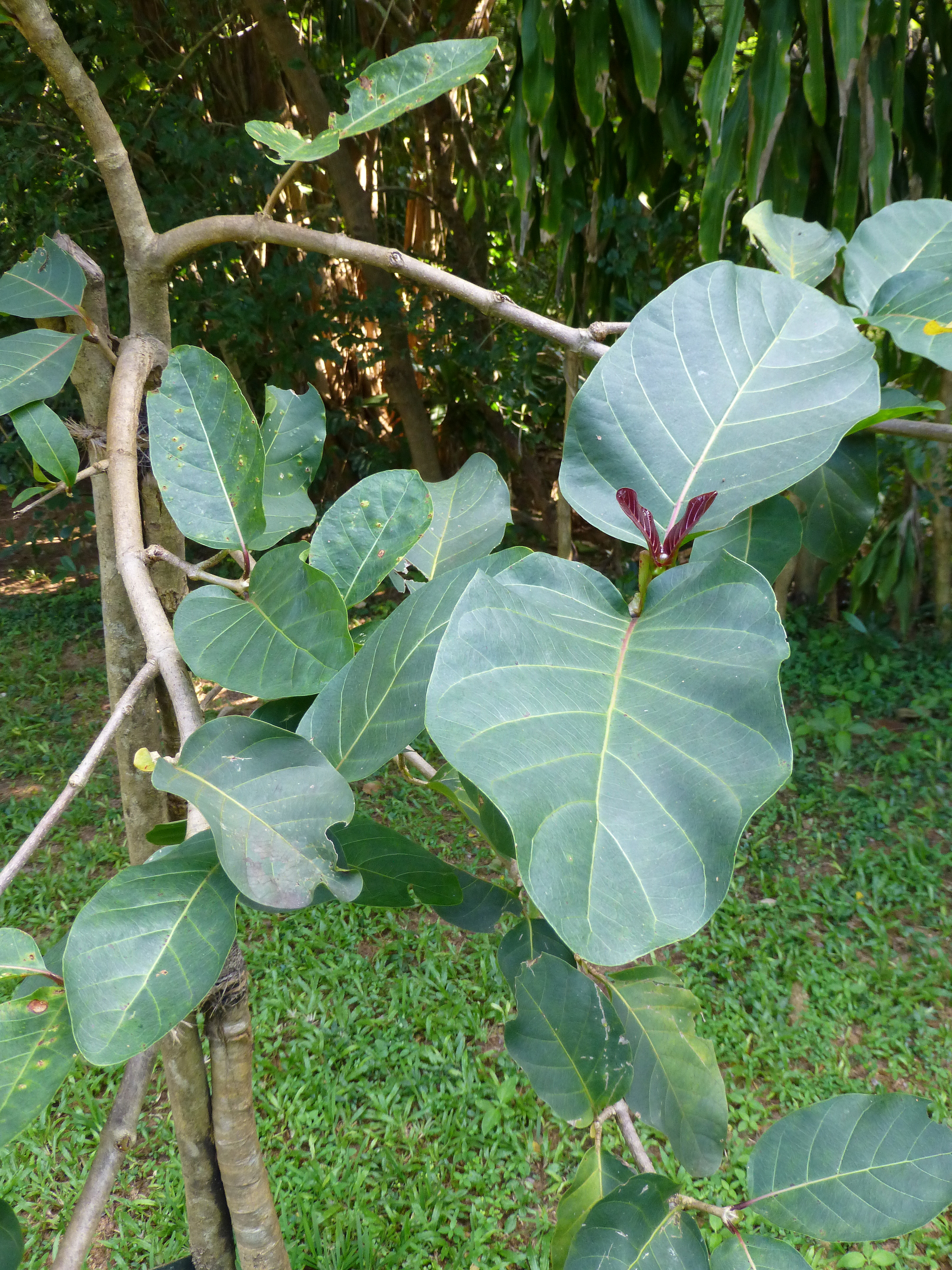
Листья

## Ботаническое описание
Дерево с широкими ветвями, имеет коническую форму кроны. Высота достигает 12-15 м, редко — до 30 м. Листья сердцевидные, до 25 см в длину, до 18 см в ширину, опадают в сухой сезон. Цветки жёлтые, соцветие — кисть.

## Применение
Вид выращивается как декоративное растение.
Аборигены используют стволы для изготовления лодок, а водный отвар — в народной медицине. Также науклея восточная используется для получения дигидроксиметилхромона.